# Spring Lake (Utah)
Spring Lake es un lugar designado por el censo ubicado en el condado de Utah en el estado estadounidense de Utah. En el año 2000 tenía una población de 469 habitantes, una comunidad de granjeros y agricultores. 

## Geografía
Spring Lake se encuentra ubicado en las coordenadas 40°0′1″N 111°44′55″O / 40.00028, -111.74861. Según la Oficina del Censo, la localidad tiene un área total de 5,1 km² (2 mi²), de la cual 1,0% es agua.

## Demografía
Según la Oficina del Censo en 2000, habían 469 personas residentes en el lugar, 85,5% de los cuales eran personas de raza blanca. Los ingresos medios por hogar en la localidad eran de $38,646, y los ingresos medios por familia eran $38,958. Los hombres tenían unos ingresos medios de $28,929 frente a los $37,692 para las mujeres. La renta per cápita para la localidad era de $15,314. Alrededor del 10,8% de la población de Spring Lake estaba por debajo del umbral de pobreza, ninguno de los cuales es mayor de 64 años.